# Merapi
För andra betydelser, se Merapi (olika betydelser).
Merapi (indonesiska: Gunung Merapi vilket betyder eldberget) är en 2 968 meter hög stratovulkan på ön Java i Indonesien. Den är Indonesiens mest aktiva vulkan och har haft 68 utbrott sedan 1548. Området runt vulkanen är relativt tätbebyggt med staden Yogyakarta och många mindre samhällen ända upp till 1 700 meter över havet.
Rök kan synas från vulkanens topp minst 300 dagar om året. Flera utbrott har orsakat dödsfall, bland annat har heta gaser från en stor explosion 1994 dödat 43 personer, som mestadels kom från staden Muntilan på västra sidan om vulkanen. Ett annat stort utbrott inträffade 2006 strax innan jordbävningen utanför Java samma år.